# 永田务
永田务（日语：／ Nagata Tsutomu，1984年2月20日—），新潟縣出身，日本男子田径运动员。他曾代表日本参加2020年夏季残疾人奥林匹克运动会田径比赛，获得男子马拉松T46级铜牌。